# (15761) Schumi
(15761) Schumi (1992 SM16) – planetoida z pasa głównego asteroid okrążająca Słońce w ciągu 4,22 lat w średniej odległości 2,61 j.a. Została odkryta 24 września 1992 roku w Obserwatorium Karla Schwarzschilda w Turyngii przez Lutza Schmadla i Freimuta Börngena. Nazwa planetoidy została nadana na cześć Michaela Schumachera, niemieckiego kierowcy Formuły 1.